# کریستیانه وبر
کریستیانه وبر (انگلیسی: Christiane Weber؛ زادهٔ ۱۳ فوریهٔ ۱۹۶۲) شمشیرباز اهل آلمان بود.
وی در مسابقات کشوری و بین‌المللی در مجموع برندهٔ ۲ مدال طلا شده‌است.